# 체디 자간

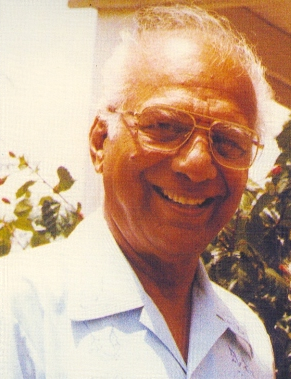

체디 자간(Cheddi Berret Jagan, 1918년 3월 22일 – 1997년 3월 6일)은 가이아나의 정치인이자 치과의사로서 1953년에 처음으로 총리 로 선출되었으며 이후에는 1961년에서 1964년까지 영국령 기아나의 수상을 역임했다. 이후 1992년부터 1997년까지 가이아나 대통령을 역임했다. 자간은 가이아나 에서 국가 의 아버지로 널리 알려져 있다. 1953년에 그는 인도계 최초의 남아시아 이외 지역 정부 수반이 되었다 .
채디 자간은 1918년 3월 22일 Berbice 카운티(현재 East Berbice-Corentyne )의 시골 마을인 Port Mourant의 Ankerville에서 태어났다. 그는 11명의 자녀 중 맏이였다. 그들은 둘 다 영국령 인도(현재 인도 우타르프라데시 )에 있는 힌디어 벨트 의 보즈푸리(Bhojpuri) 지역 에 있는 당시 북서 지방의 바스티(Basti) 지역 출신이었다. 그의 어머니 Bachaoni는 어린 시절 어머니와 함께 영국령 기아나에 왔으며 아버지 자간도 어린 시절 어머니와 삼촌과 함께 왔다. 자간 가족은 시골 빈곤 속에서 살았고, 생계를 위해 지팡이 밭에서 일했다. 자간이 15세였을 때, 그의 아버지는 그를 수도인 Georgetown에 있는 Queen's College (약 160 킬로미터 (99 mi) 떨어져) 향후 3년 동안. Georgetown에서 자간은 학교 친구들과 배경이 다르기 때문에 삶을 다르게 보았다. 고등학교를 졸업한 후 자간은 농업 이 아닌 직업을 찾는 것이 불가능하다는 것을 깨달았다. 마침내 그의 아버지는 가족의 저축액인 500달러를 가지고 그를 미국으로 보내 치과를 공부하게 했다.

자간은 1936년 9월 두 친구와 함께 미국으로 떠났고 1943년 10월까지 영국령 기아나로 돌아오지 않았다. 그는 2년 동안 워싱턴 DC에서 살았고 하워드 대학교의 치과 예비 과정에 등록했다. 비용을 충당하기 위해 자간은 엘리베이터 운영자 로 취직했다. 여름 동안 그는 뉴욕 에서 방문 판매원으로 일했다. 자간의 공연은 그가 Howard에서 2년 차 장학금을 받는 데 도움이 되었다. 1938년에 그는 시카고 노스웨스턴 대학교의 4년제 치과 프로그램에 입학했다.
자간은 1946년에 정치 위원회 (PAC)를 공동 설립했으며, 이후 1947년 11월에 중앙 데메라라 지역구에서 무소속 후보로 입법부 의원으로 선출되었다. 1950년 1월 1일 PAC와 영국령 기아나 노동당 (BGLP)의 합병으로 인민진보당(People's Progressive Party, PPP)이 창당되었으며, 당수는 자간, 전 BGLP 지도자 Forbes Burnham 은 의장, 자간의 아내 Janet 은 비서였다. .
자간은 1953년 선거에서 승리했다. 그러나 윈스턴 처칠 은 자간이 마르크스-레닌주의자라는 두려움에 놀라고 자간이 소련 이 남미에서 발판을 마련할 수 있도록 할 수 있다고 확신했다. 사실, 자간이 외국의 공산주의자나 혁명 단체와 관련이 있었다는 증거는 전혀 없다. 그러나 여전히 두려움은 승리한 지 며칠 만에 영국의 군사 개입을 촉발했다. 자간는 사임 수석 장관 133일 후. 영국은 헌법을 정지시키고 임시 정부를 세웠다 . 자간의 이동은 1954년부터 1957년까지 Georgetown으로 제한되었다. 1961년 8월 선거에서 PPP가 승리한 후 자간은 3년 동안 재임하면서 두 번째로 총리가 되었다. 1964년 12월 선거에서 PPP는 다수표를 얻었지만 Burnham의 정당, People's National Congress 및 보수적인 United Force는 다수의 의석을 확보하고 정부 구성에 초대되었다. 그러나 자간은 사임을 거부했고 Richard Luyt 주지사에 의해 제거되어야 했다.  Burnham과의 연결을 끊은 자간은 노동 운동가이자 야당의 지도자로서 정부에서 활동했다.
28년 간의 반대 끝에 PPP는 1992년 10월 5일 선거에서 약 54%의 득표율로 승리했고 자간이 대통령이 되었다. 이전의 외국 두려움과 달리 그는 마르크스-레닌주의자가 아닌 민주적 사회주의자로 통치했다.

## 같이 보기
- 체디 차카 국제공항